# Pougny (Ain)
Pougny es una comuna francesa del departamento de Ain, en la región de Auvernia-Ródano-Alpes. Pertenece a la comunidad de comunas del Pays de Gex.

## Geografía
Fronteriza con Suiza, es la primera población francesa atravesada por el Ródano.

## Historia
Creada el 27 de septiembre de 1826 por segregación de Collonges.

## Demografía
| 378 | 424 | 543 | 543 | 600 | 629 | 709 | 781 | 815 |
| Para los censos de 1962 a 1999 la población legal corresponde a la población sin duplicidades (Fuente: INSEE [Consultar]) |     |     |     |     |     |     |     |     |